# Siemens AG
Siemens AG este cel mai mare conglomerat european de companii din domeniul ingineriei. Sediile centrale internaționale ale Siemens se află în Berlin și München, Germania. Compania este un conglomerat a trei sectoare principale de afaceri: Industrie (Industry), Energie (Energy) și Sănătate (Healthcare) cu un total de 15 divizii.
Pe plan mondial, Siemens și filialele sale numără aproximativ 372000 de angajați în aproape 190 de țări și a raportat în 2008 venituri globale de $110,82 miliarde. Siemens AG este listată la Frankfurt Stock Exchange și din 12 martie 2001 este listată și la New York Stock Exchange.

## Istoric
Siemens a fost fondată de Ernst Werner von Siemens la 12 octombrie 1847. Invenția sa, bazată pe telegraf, denumit Zeigertelegraf (telegraf cu ac indicator) care folosea un cadran rotund pe marginea căruia erau înscrise literele alfabetului, pe care acul le indica în ordinea în care au fost transmise, în locul folosirii directe a codului Morse. Compania, numită atunci – Telegraphen-Bauanstalt von Siemens & Halske – a deschis primul său atelier de producție pe 12 octombrie.
În 1848 compania construiește prima linie de telegraf de mare distanță din Europa; 500 km de la Berlin la Frankfurt am Main. În 1850 fratele mai mic al fondatorului, Sir William Siemens (născut Carl Wilhelm Siemens), începe să reprezinte compania la Londra. În anii 1850, compania a fost implicată în construirea rețelelor de telegraf pe distanțe mari din Rusia. În 1855, este deschisă la Sankt Petersburg, Rusia, o filială a companie condusă de un alt frate, Carl Heinrich von Siemens. În 1867, Siemens finalizează construcția monumentalei linii de telegraf Indo-Europene (de la Calcutta la Londra).
În 1881, un alternator de curent alternativ Siemens pus în mișcare de o moară de apă a fost folosit pentru alimentarea primei instalații de iluminat stradal din lume în orașul Godalming din Marea Britanie. Compania a continuat să se extindă și să-și diversifice activitatea în domeniul trenurilor electrice și becurilor. În 1890, fondatorul se retrage de la conducerea companiei și lasă conducerea companiei fratelui său Carl precum și fiilor Arnold și Wilhelm. Siemens & Halske (S&H) a devenit corporație în 1897. În 1907 Siemens avea 34324 angajați și era a șaptea companie ca mărime din imperiul German după numărul de angajați.
În 1919, S&H se asociază cu alte două companii pentru a fonda compania de becuri Osram. O subsidiară japoneză este înființată în 1923.
În anii 1920 și 1930, S&H începe producția de radiouri, televizoare, și microscoape electronice.

### Centrala hidroelectrică Ardnacrusha
În anii 1930 Siemens a construit centrala hidroelectrică de la Ardnacrusha pe râul Shannon în Statul Liber Irlandez, și a fost prima de acest tip și cea mai modernă din acea vreme. Compania s-a remarcat prin dorința sa de a mări salariile extrem de mici ale muncitorilor, dorință împiedicată de guvernul Cumann na nGaedhael.

### Perioada celui de-al Doilea Război Mondial

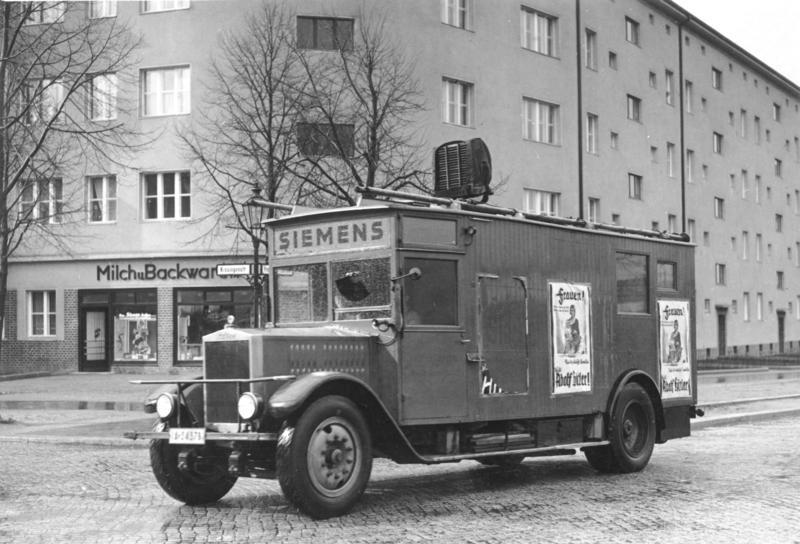
Un camion Siemens folosit ca vehicul de propagandă nazistă în 1932

Înainte de Al Doilea Război Mondial Siemens a fost implicată în ascensiunea partidului nazist și în reînarmarea secretă a Germaniei. Pe timpul celui de-al doilea război mondial Siemens a susținut regimul hitlerist, a contribuit la efortul de război și a participat la „nazificarea” economiei. Siemens a avut mai multe fabrici lângă și în lagărele de concentrare  în care erau fabricate circuite electrice de uz militar. Într-un exemplu, aproape 100.000 de bărbați și femei din Auschwitz au muncit într-o fabrică Siemens situată în interiorul lagărului ce furniza energie electrică lagărului.

### După război
În anii 1950 S&H începe fabricarea de calculatoare, dispozitive cu semiconductori, mașini de spălat și stimulatoare cardiace la noul sediu din Bavaria. Siemens AG devine corporație în 1966. Prima centrală telefonică digitală a companiei este produsă în 1980. În 1988 Siemens și GEC achiziționează compania britanică de tehnologie de apărare Plessey. Bunurile Plessey sunt împărțite și Siemens preia partea de avionică, tehnologie radar și tehnologia de control a traficului — sub numele Siemens Plessey.
În 1991, Siemens achiziționează Nixdorf Computer AG și o redenumește Siemens Nixdorf Informationssysteme AG.
În octombrie 1991, Siemens achiziționează Divizia de Sisteme Industriale a Texas Instruments, Inc, cu sediul în Johnson City, Tennessee.  Această divizie a fost organizată ca Siemens Industrial Automation, Inc., și a fost apoi absorbită de Siemens Energy and Automation, Inc.
În 1997 Siemens lansează primul telefon celular GSM cu ecran color. De asemenea în 1997 Siemens acceptă să vândă departamentul de apărare a Siemens Plessey către British Aerospace (BAe) și o agenție guvernamentală britanică, Defence Analytical Services Agency (DASA). BAe și DASA au achiziționat diviziile britanică și germană ale acestui departament.
În 1999, afacerile cu semiconductori ale Siemens sunt comasate într-o nouă companie numită Infineon Technologies. De asemeni, Siemens Nixdorf Informationssysteme AG devine în același an o parte a Fujitsu Siemens Computers AG. Partea de tehnologie bancară devine Wincor Nixdorf.
În Februarie 2003, Siemens își deschide din nou biroul din Kabul., iar în Iulie definitivează un joint venture cu firma Dräger AG
În 2004, Siemens ia locul TAG Heurer ca sistem oficial de cronometrare pentru Formula One.
În 2005 Siemens vinde afacerile de fabricare a telefoanelor mobile Siemens mobile către BenQ, formând divizia BenQ-Siemens.
În Noiembrie, 2005, Siemens a semnat un acord pe 12 ani cu Walt Disney Company pentru a sponsoriza parcurile de distracție din Florida și California.
În 2006, Siemens anunță achiziția Bayer Diagnostics, ce a fost încorporată oficial în divizia Medical Solutions Diagnostics pe 1 ianuarie 2007.

## Controverse
Compania Siemens a fost implicată în scandalul de corupție din cadrul programului „petrol contra hrană”. Plăți suspecte în valoare de peste 900 milioane de Euro au fost descoperite doar la divizia de telecomunicații, sumă confirmată de anchetatorii internaționali. Estimarea sumei totale a plăților suspecte este de ordinul miliardelor de dolari. Anchetele pe acest subiect sunt în curs de desfășurare în mai multe state, printre care Germania, Elveția, Liechtenstein și Grecia.
Un alt caz de corupție are în vedere influențarea mișcării sindicale, în care Siemens a fost acuzat că a finanțat cu zeci de milioane de euro un sindicat, pentru a împiedica negocierile legate de condițiile de muncă.
Un loc central în ambele scandaluri îl ocupă așa-zisele „cufere negre” - conturi sau grupuri de conturi ale unei companii, care sunt acoperite prin mecanisme complexe pentru a scăpa de un control intern normal, cu scopul de a vărsa contribuții politice, mită sau de a acoperi cheltuielile personale ale conducerii și alte activități ilegale.
În mod vădit cele 2 companii germane de renume mondial Siemens AG și Deutsche Bank au înșelat împreună statul german timp de circa 30 de ani (începând din 1963) pentru a încasa ajutoare de stat neîndreptățite în valoare totală de sute de milioane de mărci germane (DM), acordate firmelor comerciale din Berlinul de Vest al acelor ani, care era izolat și înconjurat de RDG .

## Siemens în România
Compania Siemens este prezentă și în România, unde are circa 2.500 de angajați (iunie 2009), și o prezență în soluții, echipamente și automatizări pentru industrie, sănătate și energie.
Recent, o parte din capacitatea unei fabrici de la Viena a fost mutată în România.
Deține 8 centre de producție și a derulat afaceri de 260 de milioane de euro în anul 2009.
În anul 2005, Siemens mai deține controlul, în România, asupra firmelor Osram, Siemens, Wallace&Tiernan, Siemens Proiect Spital Colțea și Siemens Business Services, toate din București, Siemens Motor Systems Buziaș, Siemens Electrical Installation Technology Sibiu, Sykatec Sibiu, Siemens VDO Automotive Timișoara, Siemens Program and System Engineering Brașov, care numarau peste 2.000 de angajați.
În martie 2000, la Timișoara și-a început activitatea Siemens VDO Automotive, specializată în realizarea de aplicații software pentru industria auto, iar în august 2002 compania a stabilit la Buziaș sediul firmei Siemens Motor Systems SRL, ca filială a Siemens Linear Motor Systems GmbH&Co.
Filiala este profilată pe producția de prefabricare de motoare liniare și motoare de cuplu constant.
O altă societate a grupului, Siemens Program and System Engineering SRL Romania, funcționează la Brașov ca divizie ierarhică independentă de cercetare și dezvoltare.
În anul 2005, Siemens a achiziționat firma Forte Business Services.
În anul 2008, Siemens a absorbit firma de echipamente electrice și automatizări Frosys din Cluj-Napoca pe care a achiziționat-o integral în anul 2007.
Frosys activa pe piața industrială românească din anul 1995, cu echipamente și soluții în domeniul electric și al automatizărilor industriale.
În anul 2014, Siemens a preluat producătorul de software LMS România SRL Brașov.